# Batistério de Pisa

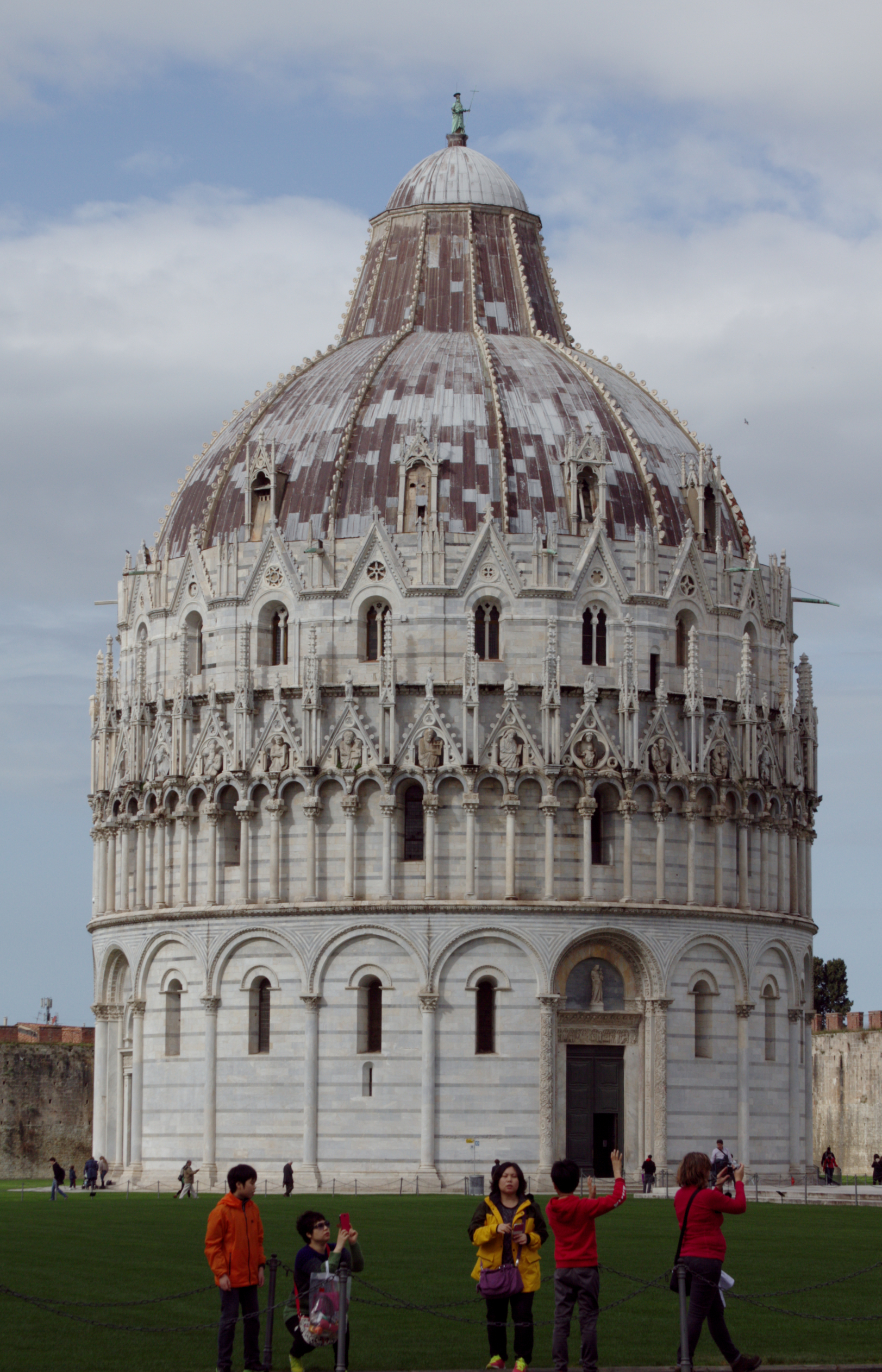
Imagem do batistério

O Batistério de Pisa, dedicado a São João Batista, é um edifício religioso da cidade de Pisa, na Itália, fazendo parte do complexo arquitetônico da Praça dos Milagres, que compreende o Batistério, a Catedral, a Torre de Pisa e o Camposanto, ou cemitério monumental. Toda a praça foi declarada Patrimônio da Humanidade pela UNESCO em 1987.
Sua construção foi iniciada em 1152, sobre uma estrutura mais antiga. Seu arquiteto foi Diotisalvi. Coberto por uma cúpula, possui 54,86 m de altura e uma circunferência de 107,24m, sendo a maior construção em seu gênero em toda a Itália. Seu estilo mostra a transição entre o românico e o gótico. Seu portal tem decorações em relevo mas seu interior é quase desprovido de ornamentos, salvo uma fonte octogonal, de Guido Bigarelli da Como, que possui uma estátua de São João Batista, obra de Italo Griselli. Seu púlpito, de Nicola Pisano, é um exemplar precursor do estilo da Renascença. A acústica do local é especialmente curiosa, gerando ecos que se prolongam por vários segundos.